# Metepeira
Metepeira F.O.P.-Cambridge, 1903 è un genere di ragni appartenente alla famiglia Araneidae.

## Etimologia
Il nome deriva dal greco μετὰ, metà, cioè in mezzo, unitamente, presso, e dal nome dell'ex-genere Epeira, a sua volta proveniente dal greco ἑπί, epì, cioè sopra e εῖρειν, èirein, cioè intrecciare, in quanto le specie rinvenute hanno diverse caratteristiche in comune con l'ex-genere, ma ne differiscono per altre.

## Distribuzione
Le 44 specie oggi note di questo genere sono state rinvenute nelle Americhe; sono abbastanza frequenti gli endemismi: 8 in Messico, 2 in Perù e 1 in Giamaica, Guyana francese, Argentina, Isole Galapagos, Brasile e USA.

## Tassonomia

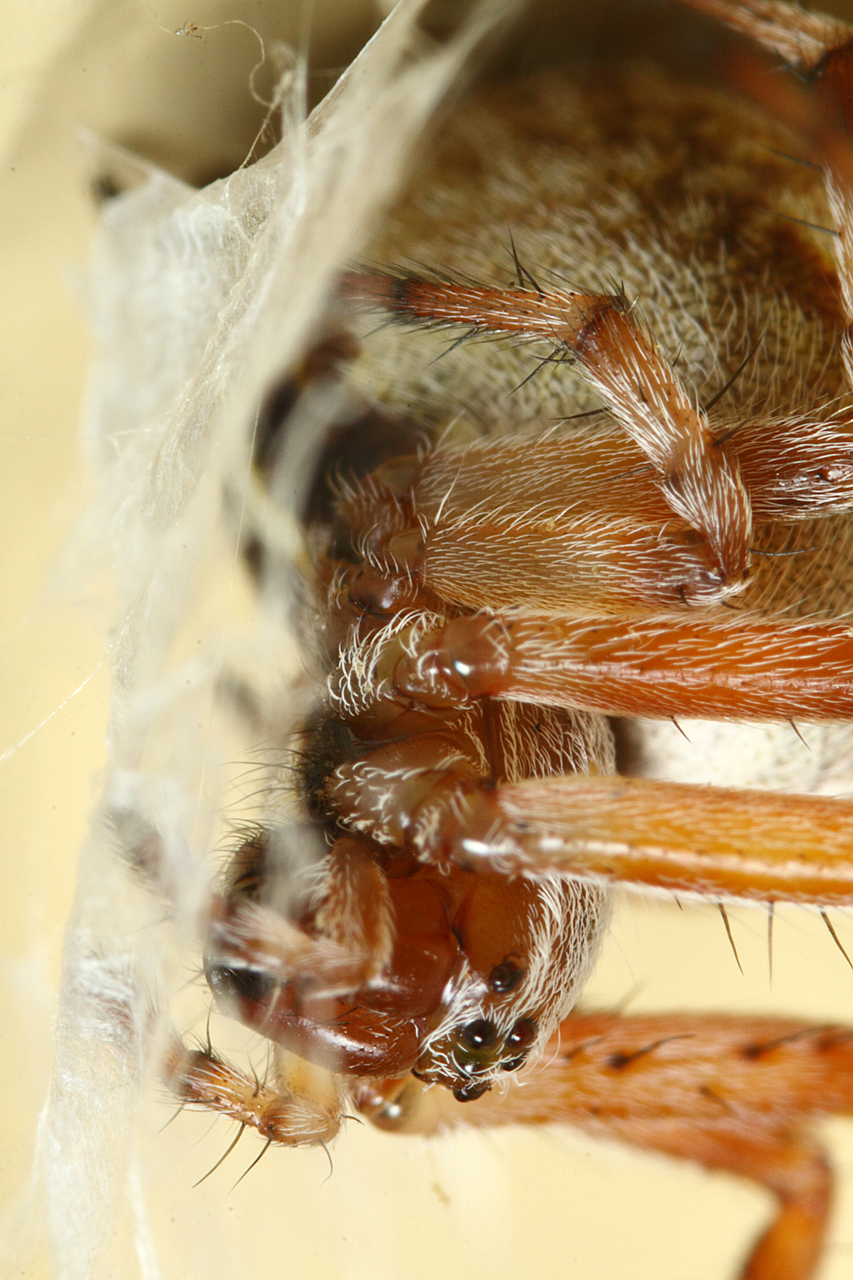
Metepeira labyrinthea, cheliceri e pattern oculare

A maggio 2011, si compone di 44 specie:
1. Metepeira arizonica Chamberlin & Ivie, 1942 — USA, Messico
2. Metepeira atascadero Piel, 2001 — Messico
3. Metepeira bengryi (Archer, 1958) — Giamaica
4. Metepeira brunneiceps Caporiacco, 1954 — Guyana Francese
5. Metepeira cajabamba Piel, 2001 — Ecuador, Perù
6. Metepeira calamuchita Piel, 2001 — Argentina
7. Metepeira celestun Piel, 2001 — Messico
8. Metepeira chilapae Chamberlin & Ivie, 1936 — Messico
9. Metepeira comanche Levi, 1977 — USA, Messico
10. Metepeira compsa (Chamberlin, 1916) — da Puerto Rico all'Argentina
11. Metepeira crassipes Chamberlin & Ivie, 1942 — USA, Messico
12. Metepeira datona Chamberlin & Ivie, 1942 — USA, Grandi Antille
13. Metepeira desenderi Baert, 1987 — Isole Galapagos
14. Metepeira foxi Gertsch & Ivie, 1936 — USA, Canada
15. Metepeira galatheae (Thorell, 1891) — Cile, Argentina
16. Metepeira glomerabilis (Keyserling, 1892) — dalla Colombia al Paraguay, Brasile
17. Metepeira gosoga Chamberlin & Ivie, 1935 — USA, Messico
18. Metepeira grandiosa Chamberlin & Ivie, 1941 — America settentrionale
19. Metepeira gressa (Keyserling, 1892) — Brasile, Paraguay, Uruguay, Argentina
20. Metepeira inca Piel, 2001 — Perù
21. Metepeira incrassata F. O. P.-Cambridge, 1903 — Messico
22. Metepeira jamaicensis Archer, 1958 — Hispaniola, Giamaica, Isole Grand Cayman
23. Metepeira karkii (Tullgren, 1901) — Cile, Argentina
24. Metepeira labyrinthea (Hentz, 1847) — America settentrionale
25. Metepeira lacandon Piel, 2001 — Messico
26. Metepeira lima Chamberlin & Ivie, 1942 — Perù
27. Metepeira maya Piel, 2001 — dal Messico alla Costa Rica
28. Metepeira minima Gertsch, 1936 — dagli USA all'Honduras
29. Metepeira nigriventris (Taczanowski, 1878) — Perù, Bolivia
30. Metepeira olmec Piel, 2001 — dal Messico a Panama
31. Metepeira pacifica Piel, 2001 — Honduras, Nicaragua, Costa Rica
32. Metepeira palustris Chamberlin & Ivie, 1942 — USA, Canada
33. Metepeira petatlan Piel, 2001 — Messico
34. Metepeira pimungan Piel, 2001 — USA
35. Metepeira rectangula (Nicolet, 1849) — Cile, Argentina
36. Metepeira revillagigedo Piel, 2001 — Messico
37. Metepeira roraima Piel, 2001 — Colombia, Brasile, Guyana
38. Metepeira spinipes F. O. P.-Cambridge, 1903[2] — USA, Messico
39. Metepeira tarapaca Piel, 2001 — Perù, Cile
40. Metepeira triangularis (Franganillo, 1930) — Cuba, Hispaniola
41. Metepeira uncata F. O. P.-Cambridge, 1903 — dal Guatemala alla Costa Rica
42. Metepeira ventura Chamberlin & Ivie, 1942 — USA, Messico
43. Metepeira vigilax (Keyserling, 1893) — Hispaniola, Bolivia, Brasile, Argentina
44. Metepeira ypsilonota Mello-Leitão, 1940 — Brasile

### Specie trasferite
Cospicuo, in proporzione, è il numero di specie trasferite ad altri generi, ben 13 a maggio 2011: 
- Metepeira andamanensis Tikader, 1977; trasferita al genere Nephilengys L. Koch, 1872, appartenente alla famiglia Tetragnathidae.
- Metepeira arabesca Mello-Leitão, 1947; trasferita al genere Araneus Clerck, 1757.
- Metepeira aurantiifemuris Mello-Leitão, 1942; trasferita al genere Araneus Clerck, 1757.
- Metepeira chilensis (Nicolet, 1849); trasferita al genere Molinaranea Mello-Leitão, 1947.
- Metepeira citrinella (Roewer, 1942); trasferita al genere Alpaida O. P.-Cambridge, 1889.
- Metepeira delineata Mello-Leitão, 1943; trasferita al genere Araneus Clerck, 1757.
- Metepeira dubitata Soares & Camargo, 1948; trasferita al genere Dubiepeira Levi, 1991.
- Metepeira lathyrina (Holmberg, 1875); trasferita al genere Araneus Clerck, 1757.
- Metepeira taperae Mello-Leitão, 1937; trasferita al genere Araneus Clerck, 1757.
- Metepeira uniformis (Keyserling, 1879); trasferita al genere Araneus Clerck, 1757.
- Metepeira vittata Gerschman & Schiapelli, 1948; trasferita al genere Aculepeira Chamberlin & Ivie, 1942.
- Metepeira wiedenmeyeri Schenkel, 1953; trasferita al genere Alpaida O. P.-Cambridge, 1889.
- Metepeira workmani (Keyserling, 1884); trasferita al genere Araneus Clerck, 1757.